# (37) Fides
(37) Fides ist ein Asteroid des mittleren Hauptgürtels, der am 5. Oktober 1855 vom deutschen Astronomen Karl Theodor Robert Luther an der Sternwarte Düsseldorf entdeckt wurde.
Der Asteroid wurde benannt nach Fides, der römischen Göttin des Glaubens, der Eide und der Ehrlichkeit. Da fides im Kirchenlatein den christlichen Glauben bezeichnet und gleichzeitig ein an das christliche Kreuz angelehntes Symbol gewählt wurde, kann nicht ausgeschlossen werden, dass genau diese Assoziation beabsichtigt war. Luther erklärte in einem Schreiben vom 11. Oktober 1855, „… dass der Düsseldorfer Gemeinderath in seiner gestrigen Sitzung, aus einer vom Curatorium der Sternwarte zu diesem Zweck entworfenen Liste, für meinen neuesten Planeten den Namen Fides und das Zeichen eines Kreuzes  gewählt hat.“ Es war das letzte von einem Astronomen vorgeschlagene Symbol für einen Hauptgürtel-Asteroiden. Das Symbol konnte sich in der wissenschaftlichen Literatur nicht mehr gegen die seinerzeit eingekreiste und heute eingeklammerte oder freistehende Nummerdarstellung durchsetzen.

## Wissenschaftliche Auswertung
Mit Daten radiometrischer Beobachtungen im Infraroten am Mauna-Kea-Observatorium auf Hawaiʻi von 1973 wurden für (37) Fides erstmals Werte für den Durchmesser und die Albedo von 95 km und 0,19 bestimmt. Aus Ergebnissen der IRAS Minor Planet Survey (IMPS) wurden 1992 Angaben zu Durchmesser und Albedo für zahlreiche Asteroiden abgeleitet, darunter auch (37) Fides, für die damals Werte von 108,4 km bzw. 0,18 erhalten wurden. Mit hochaufgelösten Aufnahmen mit dem Adaptive Optics (AO)-System am Teleskop II des Keck-Observatoriums auf Hawaiʻi im Infraroten vom 16. August 2009 konnte ein äquivalenter Durchmesser von 118 ± 10 km abgeleitet werden. Eine Auswertung von Beobachtungen durch das Projekt NEOWISE im nahen Infrarot führte 2012 zu vorläufigen Werten für den Durchmesser und die Albedo im sichtbaren Bereich von 107,1 km bzw. 0,19. Nach der Reaktivierung von NEOWISE im Jahr 2013 und Registrierung neuer Daten wurden die Werte 2016 mit 88,4 km bzw. 0,26 angegeben, diese Angaben beinhalten aber hohe Unsicherheiten.
Eine spektroskopische Untersuchung von 820 Asteroiden zwischen November 1996 und September 2001 am La-Silla-Observatorium in Chile ergab für (37) Fides eine taxonomische Klassifizierung als S- bzw. K-Typ.
Photometrische Beobachtungen von (37) Fides fanden erstmals statt am 18. Januar und 17. Februar 1977 am Osservatorio Astronomico di Torino in Italien. Die über jeweils nur wenige Stunden erfassten Lichtkurven konnten nicht zu einer Rotationsperiode ausgewertet werden, es wurde dafür nur ein grober Wert von etwas über 4, vielleicht 5 Stunden angenommen. Weitere Beobachtungen vom 17. bis 21. August 1979 am La-Silla-Observatorium führten in einer ersten Auswertung zu einer Rotationsperiode von etwa 7,3 Stunden. Nach eingehender Analyse der Lichtkurve schienen jedoch vier unterschiedliche Extrema pro Umdrehung aufzutreten und es wurde daher ein doppelt so großer Wert von 14,66 h bevorzugt.

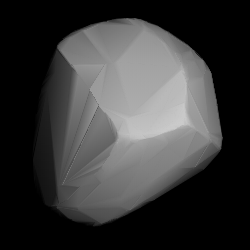
Berechnetes 3D-Modell von (37) Fides

In einer Untersuchung von 1983 erfolgte eine Neubewertung der Beobachtungen von 1977 und 1979. In beiden Fällen konnte eine gute Übereinstimmung der Messergebnisse mit einer Periodizität von 7,33 h erreicht werden, diese kürzere Periode wurde daher als am plausibelsten angesehen. Umfangreiche neue Beobachtungen vom 30. November bis 14. Dezember 1980 am Osservatorio Astronomico di Torino und am Osservatorio Astronomico di Collurania-Teramo in Italien und am Observatorium Hvar in Kroatien sowie vom 31. Januar bis 3. Februar 1981 in Teramo bestätigten ebenfalls eine Rotationsperiode von 7,33 h. Weitere photometrische Beobachtungen während drei Nächten vom 14. Januar bis 1. Februar 1981 am Table Mountain Observatory in Kalifornien führten in der Auswertung ebenfalls zu einer Rotationsperiode von 7,330 h, ebenso wie Messungen vom 18. Oktober bis 3. November 1984 am Gila Observatory in Arizona, die einen Wert von 7,335 h lieferten.
Aus den von 1977 bis 2003 archivierten Daten berechnete eine Untersuchung von 1986 zwei alternative Lösungen für die Position der Rotationsachse, beide nahezu in der Ebene der Ekliptik gelegen, sowie eine Periode von 7,332 h und das Achsenverhältnis für eine zweiachsig-ellipsoidische Gestalt des Asteroiden. Mit Daten aus dem Uppsala Asteroid Photometric Catalogue (UAPC) wurde dann in einer Untersuchung von 2003 ein dreidimensionales Gestaltmodell des Asteroiden für zwei Positionen der Rotationsachse mit retrograder Rotation und einer Periode von 7,3335 h bestimmt. Das Modell zeigt eine nahezu rundliche, jedoch stellenweise ziemlich zerklüftete Form. Eine Auswertung von archivierten Lichtkurven des United States Naval Observatory und der Catalina Sky Survey in Arizona, des Roque-de-los-Muchachos-Observatorium auf La Palma und des Astrometrie-Satelliten Hipparcos ermöglichte dann in einer Untersuchung von 2011 die Berechnung eines neuen dreidimensionalen Gestaltmodells und zwei alternativer Lösungen für die Position der Rotationsachse, allerdings mit prograder Rotation, und einer Periode von 7,33253 h.
Zwischen 2012 und 2018 wurden mit der All-Sky Automated Survey for Supernovae (ASAS-SN) auch photometrische Daten von 20.000 Asteroiden aufgezeichnet. Auf mehr als 5000 davon konnte erfolgreich die Methode der konvexen Inversion angewendet werden, darunter auch (37) Fides, für die in einer Untersuchung von 2021 ein verbessertes dreidimensionales Gestaltmodell für zwei alternative Rotationsachsen mit prograder Rotation und einer Periode von 7,3325 h berechnet wurde. Aus archivierten Daten des Asteroid Terrestrial-impact Last Alert System (ATLAS) aus dem Zeitraum 2015 bis 2018 konnte in einer Untersuchung von 2022 mit der Methode der konvexen Inversion eine Rotationsperiode von 7,3327 h berechnet werden.